# 4 Hours of Le Castellet 2024

Tor Paul Ricard

4 Hours of Le Castellet 2024 – długodystansowy wyścig samochodowy, który odbył się 5 maja 2024 roku na Circuit Paul Ricard jako druga runda sezonu 2024 serii European Le Mans Series.

## Uczestnicy
Lista startowa została zaprezentowana 24 kwietnia i zawierała 43 zgłoszenia w 4 kategoriach – 14 w klasie LMP2, 8 w klasie LMP2 Pro/Am, 10 w klasie LMP3 oraz 11 w klasie LMGT3.
Ferdinand Habsburg ponownie nie pojechał w załodze #47 COOL Racing z powodu wypadku podczas testów na torze Motorland Aragón. Tak jak podczas rundy w Barcelonie zastąpił go Paul-Loup Chatin. Alexandre Yvon został zastąpiony przez Erika Trouillet w obsadzie załogi #35 Ultimate. Nicolás Varrone zastąpił Ulysse`a de Pauw w załodze #51 AF Corse.

## Harmonogram
| Dzień             | Godzina | Sesja                                   | Długość   |
| ----------------- | ------- | --------------------------------------- | --------- |
| Piątek, 3 maja    | 11:50   | Pierwsza sesja treningowa               | 90 minut  |
| Piątek, 3 maja    | 16:35   | Sesja dla kierowców z brązową kategorią | 30 minut  |
| Sobota, 4 maja    | 10:10   | Druga sesja treningowa                  | 90 minut  |
| Sobota, 4 maja    | 14:40   | Sesja kwalifikacyjna - LMGT3            | 15 minut  |
| Sobota, 4 maja    | 15:05   | Sesja kwalifikacyjna - LMP3             | 15 minut  |
| Sobota, 4 maja    | 15:30   | Sesja kwalifikacyjna - LMP2 Pro/Am      | 15 minut  |
| Sobota, 4 maja    | 15:55   | Sesja kwalifikacyjna - LMP2             | 15 minut  |
| Niedziela, 5 maja | 11:30   | Wyścig                                  | 4 godziny |
| Źródło            |         |                                         |           |

## Sesje treningowe
| Klasa                                   | Zespół                 | Samochód                      | Czas           | Okr.           |
| Sesja pierwsza                          | Sesja pierwsza         | Sesja pierwsza                | Sesja pierwsza | Sesja pierwsza |
| --------------------------------------- | ---------------------- | ----------------------------- | -------------- | -------------- |
| LMP2                                    | #37 COOL Racing        | Oreca 07                      | 1:41,186       | 36             |
| LMP2 Pro/Am                             | #83 AF Corse           | Oreca 07                      | 1:41,969       | 40             |
| LMP3                                    | #4 DKR Engineering     | Duqueine M30 – D08            | 1:49,545       | 29             |
| LMGT3                                   | #60 Proton Competition | Porsche 911 GT3 R LMGT3 (992) | 1:55,257       | 35             |
| Sesja dla kierowców z brązową kategorią |                        |                               |                |                |
| LMP2 Pro/Am                             | #77 Proton Competition | Oreca 07                      | 1:42,193       | 14             |
| LMP3                                    | #35 Ultimate           | Ligier JS P320                | 1:51,062       | 15             |
| LMGT3                                   | #55 Spirit of Race     | Ferrari 296 LMGT3             | 1:56,258       | 14             |
| Sesja druga                             |                        |                               |                |                |
| LMP2                                    | #9 Iron Lynx – Proton  | Oreca 07                      | 1:41,362       | 34             |
| LMP2 Pro/Am                             | #83 AF Corse           | Oreca 07                      | 1:42,154       | 41             |
| LMP3                                    | #15 RLR MSport         | Ligier JS P320                | 1:50,189       | 28             |
| LMGT3                                   | #55 Spirit of Race     | Ferrari 296 LMGT3             | 1:54,892       | 40             |

## Kwalifikacje
Pole position w każdej kategorii oznaczone jest pogrubieniem.
| Poz.   | Klasa       | Zespół                        | Kierowca              | Czas     | Strata  | Poz. s. |
| ------ | ----------- | ----------------------------- | --------------------- | -------- | ------- | ------- |
| 1      | LMP2        | #28 IDEC Sport                | Job van Uitert        | 1:40,104 | —       | 1       |
| 2      | LMP2        | #14 AO by TF                  | Louis Delétraz        | 1:40,350 | +0,246  | 2       |
| 3      | LMP2        | #9 Iron Lynx – Proton         | Matteo Cairoli        | 1:40,365 | +0,261  | 3       |
| 4      | LMP2        | #47 COOL Racing               | Frederik Vesti        | 1:40,382 | +0,278  | 4       |
| 5      | LMP2        | #22 United Autosports         | Benjamin Hanley       | 1:40,559 | +0,455  | 5       |
| 6      | LMP2        | #37 COOL Racing               | Malthe Jakobsen       | 1:40,703 | +0,599  | 6       |
| 7      | LMP2        | #27 Nielsen Racing            | William Stevens       | 1:40,775 | +0,671  | 7       |
| 8      | LMP2        | #30 Duqueine Team             | James Allen           | 1:40,862 | +0,758  | 8       |
| 9      | LMP2        | #65 Panis Racing              | Charles Milesi        | 1:40,900 | +0,796  | 9       |
| 10     | LMP2        | #10 Vector Sport              | Felipe Drugovich      | 1:40,931 | +0,827  | 10      |
| 11     | LMP2        | #34 Inter Europol Competition | Clément Novalak       | 1:41,013 | +0,909  | 11      |
| 12     | LMP2        | #43 Inter Europol Competition | Tom Dillmann          | 1:41,126 | +1,022  | 12      |
| 13     | LMP2        | #25 Algarve Pro Racing        | Olli Caldwell         | 1:41,135 | +1,031  | 13      |
| 14     | LMP2        | #23 United Autosports         | Paul di Resta         | 1:41,651 | +1,547  | 14      |
| 15     | LMP2 Pro/Am | #77 Proton Competition        | Giorgio Roda          | 1:43,067 | +2,963  | 15      |
| 16     | LMP2 Pro/Am | #83 AF Corse                  | François Perrodo      | 1:43,445 | +3,341  | 16      |
| 17     | LMP2 Pro/Am | #29 Richard Mille by TDS      | Rodrigo Sales         | 1:43,672 | +3,568  | 17      |
| 18     | LMP2 Pro/Am | #24 Nielsen Racing            | John Falb             | 1:43,759 | +3,655  | 18      |
| 19     | LMP2 Pro/Am | #21 United Autosports         | Daniel Schneider      | 1:44,803 | +4,699  | 19      |
| 20     | LMP2 Pro/Am | #19 Team Virage               | Anthony Wells         | 1:44,987 | +4,883  | 20      |
| 21     | LMP2 Pro/Am | #20 Algarve Pro Racing        | Kriton Lendoudis      | 1:45,925 | +5,821  | 21      |
| 22     | LMP2 Pro/Am | #3 DKR Engineering            | Andres Latorre Canon  | 1:46,581 | +6,477  | 22      |
| 23     | LMP3        | #15 RLR MSport                | Gaël Julien           | 1:48,867 | +8,763  | 23      |
| 24     | LMP3        | #17 COOL Racing               | Manuel Espirito Santo | 1:48,991 | +8,887  | 24      |
| 25     | LMP3        | #8 Team Virage                | Gillian Henrion       | 1:49,168 | +9,064  | 25      |
| 26     | LMP3        | #12 WTM by Rinaldi Racing     | Oscar Tunjo           | 1:49,214 | +9,110  | 26      |
| 27     | LMP3        | #31 Racing Spirit of Léman    | Antoine Doquin        | 1:49,292 | +9,188  | 27      |
| 28     | LMP3        | #88 Inter Europol Competition | Pedro Perino          | 1:49,451 | +9,347  | 28      |
| 29     | LMP3        | #4 DKR Engineering            | Wyatt Brichacek       | 1:49,665 | +9,561  | 29      |
| 30     | LMP3        | #11 Eurointernational         | Adam Ali              | 1:50,001 | +9,897  | 30      |
| 31     | LMP3        | #35 Ultimate                  | Matthieu Lahaye       | 1:50,046 | +9,942  | 31      |
| 32     | LMP3        | #5 RLR MSport                 | Daniel Ali            | 1:51,084 | +10,980 | 32      |
| 33     | LMGT3       | #85 Iron Dames                | Sarah Bovy            | 1:56,003 | +15,899 | 33      |
| 34     | LMGT3       | #55 Spirit of Race            | Duncan Cameron        | 1:56,283 | +16,179 | 34      |
| 35     | LMGT3       | #63 Iron Lynx                 | Hiroshi Hamaguchi     | 1:56,619 | +16,515 | 35      |
| 36     | LMGT3       | #59 Racing Spirit of Léman    | Derek DeBoer          | 1:56,898 | +16,794 | 36      |
| 37     | LMGT3       | #57 Kessel Racing             | Takeshi Kimura        | 1:56,942 | +16,838 | 37      |
| 38     | LMGT3       | #50 Formula Racing            | Johnny Laursen        | 1:57,431 | +17,327 | 38      |
| 39     | LMGT3       | #97 Grid Motorsport by TF     | Martin Berry          | 1:57,456 | +17,352 | 39      |
| 40     | LMGT3       | #86 GR Racing                 | Michael Wainwright    | 1:57,588 | +17,484 | 40      |
| 41     | LMGT3       | #51 AF Corse                  | Charles-Henri Samani  | 1:58,218 | +18,114 | 41      |
| 42     | LMGT3       | #60 Proton Competition        | Claudio Schiavoni     | 1:58,943 | +18,839 | 42      |
| 43     | LMGT3       | #66 JMW Motorsport            | John Hartshorne       | 2:00,742 | +20,638 | 43      |
| Źródła |             |                               |                       |          |         |         |

## Wyścig

### Wyniki
Minimum do bycia sklasyfikowanym (70 procent dystansu pokonanego przez zwycięzców wyścigu) wyniosło 87 okrążeń. Zwycięzcy klas są oznaczeni pogrubieniem.
| Poz.              | Klasa                         | Zespół                                      | Kierowcy                                                | Samochód                       | Opony | Okr. | Czas/Strata  |
| ----------------- | ----------------------------- | ------------------------------------------- | ------------------------------------------------------- | ------------------------------ | ----- | ---- | ------------ |
| 1                 | LMP2                          | #43 Inter Europol Competition               | Sebastián Álvarez Władisław Łomko Tom Dillmann          | Oreca 07                       | G     | 125  | 4:00:47,885  |
| 2                 | LMP2                          | #47 COOL Racing                             | Alejandro García Paul-Loup Chatin Frederik Vesti        | Oreca 07                       | G     | 125  | +14,004      |
| 3                 | LMP2                          | #14 AO by TF                                | Jonny Edgar Louis Delétraz Robert Kubica                | Oreca 07                       | G     | 125  | +15,078      |
| 4                 | LMP2                          | #28 IDEC Sport                              | Paul Lafargue Reshad de Gerus Job van Uitert            | Oreca 07                       | G     | 125  | +20,325      |
| 5                 | LMP2                          | #22 United Autosports                       | Filip Ugran Marino Satō Benjamin Hanley                 | Oreca 07                       | G     | 125  | +20,353      |
| 6                 | LMP2                          | #30 Duqueine Team                           | Niels Koolen Jean-Baptiste Simmenauer James Allen       | Oreca 07                       | G     | 125  | +24,186      |
| 7                 | LMP2 Pro/Am                   | #29 Richard Mille by TDS                    | Rodrigo Sales Mathias Beche Grégoire Saucy              | Oreca 07                       | G     | 125  | +34,149      |
| 8                 | LMP2                          | #25 Algarve Pro Racing                      | Matthias Kaiser Olli Caldwell Alexander Lynn            | Oreca 07                       | G     | 125  | +34,846      |
| 9                 | LMP2 Pro/Am                   | #77 Proton Competition                      | Giorgio Roda René Binder Bent Viscaal                   | Oreca 07                       | G     | 125  | +45,906      |
| 10                | LMP2 Pro/Am                   | #21 United Autosports                       | Daniel Schneider Andrew Meyrick Oliver Jarvis           | Oreca 07                       | G     | 125  | +59,338      |
| 11                | LMP2 Pro/Am                   | #83 AF Corse                                | François Perrodo Matthieu Vaxivière Alessio Rovera      | Oreca 07                       | G     | 125  | +1:03,816    |
| 12                | LMP2                          | #65 Panis Racing                            | Manuel Maldonado Charles Milesi Arthur Leclerc          | Oreca 07                       | G     | 125  | +1:21,952    |
| 13                | LMP2 Pro/Am                   | #24 Nielsen Racing                          | John Falb Colin Noble Albert Costa                      | Oreca 07                       | G     | 125  | +1:30,041    |
| 14                | LMP2                          | #9 Iron Lynx – Proton                       | Jonas Ried Macéo Capietto Matteo Cairoli                | Oreca 07                       | G     | 125  | +1:34,810    |
| 15                | LMP2                          | #10 Vector Sport                            | Ryan Cullen Stéphane Richelmi Felipe Drugovich          | Oreca 07                       | G     | 124  | +1 okrążenie |
| 16                | LMP2                          | #27 Nielsen Racing                          | David Heinemeier Hansson Nico Pino William Stevens      | Oreca 07                       | G     | 124  | +1 okrążenie |
| 17                | LMP2                          | #23 United Autosports                       | Bijoy Garg Fabio Scherer Paul di Resta                  | Oreca 07                       | G     | 124  | +1 okrążenie |
| 18                | LMP2 Pro/Am                   | #20 Algarve Pro Racing                      | Kriton Lendoudis Richard Bradley Alex Quinn             | Oreca 07                       | G     | 124  | +1 okrążenie |
| 19                | LMP2 Pro/Am                   | #19 Team Virage                             | Anthony Wells Matthew Bell Nelson Piquet Jr.            | Oreca 07                       | G     | 124  | +1 okrążenie |
| 20                | LMP2 Pro/Am                   | #3 DKR Engineering                          | Andres Latorre Canon Cem Bölükbaşı Laurents Hörr        | Oreca 07                       | G     | 122  | +3 okrążenia |
| 21                | LMP3                          | #15 RLR MSport                              | Michael Jensen Nick Adcock Gaël Julien                  | Ligier JS P320                 | M     | 118  | +7 okrążeń   |
| 22                | LMP3                          | #4 DKR Engineering                          | Alexander Mattschull Belén García Wyatt Brichacek       | Duqueine M30 – D08             | M     | 118  | +7 okrążeń   |
| 23                | LMP3                          | #35 Ultimate                                | Eric Trouillet Jean-Baptiste Lahaye Matthieu Lahaye     | Ligier JS P320                 | M     | 117  | +8 okrążeń   |
| 24                | LMP3                          | #11 Eurointernational                       | Matthew Richard Bell Adam Ali                           | Ligier JS P320                 | M     | 117  | +8 okrążeń   |
| 25                | LMP3                          | #17 COOL Racing                             | Miguel Cristóvão Cédric Oltramare Manuel Espirito Santo | Ligier JS P320                 | M     | 117  | +8 okrążeń   |
| 26                | LMP3                          | #31 Racing Spirit of Léman                  | Jacques Wolff Jean-Ludovic Foubert Antoine Doquin       | Ligier JS P320                 | M     | 117  | +8 okrążeń   |
| 27                | LMP3                          | #8 Team Virage                              | Julien Gerbi Bernardo Pinheiro Gillian Henrion          | Ligier JS P320                 | M     | 116  | +9 okrążeń   |
| 28                | LMP3                          | #5 RLR MSport                               | James Dayson Daniel Ali Bailey Voisin                   | Ligier JS P320                 | M     | 115  | +10 okrążeń  |
| 29                | LMGT3                         | #55 Spirit of Race                          | Duncan Cameron David Perel Matthew Griffin              | Ferrari 296 LMGT3              | G     | 113  | +12 okrążeń  |
| 30                | LMGT3                         | #63 Iron Lynx                               | Hiroshi Hamaguchi Axcil Jefferies Andrea Caldarelli     | Lamborghini Huracán LMGT3 Evo2 | G     | 113  | +12 okrążeń  |
| 31                | LMGT3                         | #59 Racing Spirit of Léman                  | Derek DeBoer Casper Stevenson Valentin Hasse-Clot       | Aston Martin Vantage AMR LMGT3 | G     | 113  | +12 okrążeń  |
| 32                | LMGT3                         | #85 Iron Dames                              | Sarah Bovy Rahel Frey Michelle Gatting                  | Porsche 911 GT3 R LMGT3 (992)  | G     | 113  | +12 okrążeń  |
| 33                | LMGT3                         | #86 GR Racing                               | Michael Wainwright Riccardo Pera Davide Rigon           | Ferrari 296 LMGT3              | G     | 113  | +12 okrążeń  |
| 34                | LMGT3                         | #51 AF Corse                                | Charles-Henri Samani Emmanuel Collard Nicolás Varrone   | Ferrari 296 LMGT3              | G     | 113  | +12 okrążeń  |
| 35                | LMGT3                         | #97 Grid Motorsport by TF                   | Martin Berry Lorcan Hanafin Jonathan Adam               | Aston Martin Vantage AMR LMGT3 | G     | 112  | +13 okrążeń  |
| 36                | LMGT3                         | #60 Proton Competition                      | Claudio Schiavoni Matteo Cressoni Julien Andlauer       | Porsche 911 GT3 R LMGT3 (992)  | G     | 112  | +13 okrążeń  |
| 37                | LMGT3                         | #50 Formula Racing                          | Johnny Laursen Conrad Laursen Nicklas Nielsen           | Ferrari 296 LMGT3              | G     | 112  | +13 okrążeń  |
| 38                | LMGT3                         | #66 JMW Motorsport                          | John Hartshorne Ben Tuck Phil Keen                      | Ferrari 296 LMGT3              | G     | 111  | +14 okrążeń  |
| Niesklasyfikowani |                               |                                             |                                                         |                                |       |      |              |
|                   | LMP2                          | #34 Inter Europol Competition               | Oliver Gray Clément Novalak Luca Ghiotto                | Oreca 07                       | G     | 113  |              |
| LMP2              | #37 COOL Racing               | Lorenzo Fluxá Malthe Jakobsen Ritomo Miyata | Oreca 07                                                | G                              | 101   |      |              |
| LMP3              | #12 WTM by Rinaldi Racing     | Torsten Kratz Leonard Weiss Oscar Tunjo     | Duqueine M30 – D08                                      | M                              | 77    |      |              |
| LMP3              | #88 Inter Europol Competition | Aleksander Buchańcow Kai Askey Pedro Perino | Ligier JS P320                                          | M                              | 69    |      |              |
| LMGT3             | #57 Kessel Racing             | Takeshi Kimura Esteban Masson Daniel Serra  | Ferrari 296 LMGT3                                       | G                              | 47    |      |              |

1. ↑  Załoga #28 IDEC Sport otrzymała karę czasową w wysokości 10 sekund za wielokrotną zmianę linii jazdy co doprowadziło do kontaktu z innym autem[15].

### Statystyki

#### Najszybsze okrążenie
| Klasa       | Kierowca           | Zespół                 | Czas     | Okr. |
| ----------- | ------------------ | ---------------------- | -------- | ---- |
| LMP2        | Olli Caldwell      | #25 Algarve Pro Racing | 1:43,076 | 55   |
| LMP2 Pro/Am | Matthieu Vaxivière | #83 AF Corse           | 1:42,781 | 88   |
| LMP3        | Wyatt Brichacek    | #4 DKR Engineering     | 1:51,853 | 105  |
| LMGT3       | Julien Andlauer    | #60 Proton Competition | 1:55,885 | 105  |
| Źródło      |                    |                        |          |      |